# Rudolf Baranik
Rudolf Baranik (1920-1998) est un peintre, graveur et photographe américain d'origine lituanienne.

## Biographie
Né en Lituanie, il émigre aux États-Unis en 1938, et sa famille l'envoie vivre chez un parent à Chicago. Ses parents étaient des socialistes juifs laïques et ont été tués par les nazis pendant la Seconde Guerre mondiale.
Bien connu dans le monde de l'art pour son plaidoyer politique, il est l'un des premiers artistes à organiser des manifestations contre la guerre du Viêt Nam, participant notamment à une série d'estampes collective appelée Artists and Writers Protest against the War in Vietnam. Certaines de ses œuvres les plus connues sont les Napalm Elegies, une série de 30 peintures anti-guerre créées entre 1967 et 1974. Son art s'inspire de son sens des inégalités flagrantes à travers le monde. Il dirige pratiquement tous les mouvements politiques progressistes du monde de l'art à New York des années 1960 au milieu des années 1990.
Il a reçu la bourse Guggenheim en beaux-arts de 1981. Ses deux expositions les plus notables sont Art Couples 1: May Stevens et Rudolf Baranik avec May Stevens (en), à la PS 1 de New York en 1982, et sa participation à l'œuvre collective Peace Tower en 1966.
Les œuvres de Baranik figurent dans de nombreuses collections, notamment le Museum of Modern Art de New York, le Whitney Museum of American Art et le Hirshhorn Museum.
Baranik est mort à Eldorado, au Nouveau-Mexique, en 1998.

## Œuvre
Les peintures de Rudolf Baranik sont de plus en plus considérés comme parmi les œuvres les plus importantes de l'École de New York des années 1960 et 1970, en particulier ses dernières peintures considérées par le critique d'art américain, Donald Kuspit, comme étant « le vrai point culminant de cinquante ans de peinture abstraite occidentale ».
Également graveur, il a produit des séries de lithographie, sérigraphie et eau-forte.